# 紅鰺
紅鰺（学名：Caranx ruber），又俗稱鮹魚，为輻鰭魚綱鱸形目鱸亞目鲹科鲹属的其中一種，體長可達59公分，棲息在水質清澈的珊瑚礁、岩礁區，通常成群活動，以魚類、甲殼類等為食，生活習性不明，可做為食用魚及遊釣魚，具有雪卡魚毒的紀錄。

## 分類及命名
1793年，根據從美國東海岸採集的標本，首次以Marom Bloch的名稱Somber ruber進行科學描述，該標本被指定為模式種。自1801年以來，該物種一直被置於Carangoides或Caranx中，物種的狀況仍然有些模棱兩可。最近使用線粒體細胞色素b序列對鰺科的分類系統學進行的一項研究後，更支持本種歸類於Caranx屬，其中C. ruber與Caranx bartholomaei最密切相關。

## 分布
本魚分布於西大西洋區，從美國紐澤西州至巴西南部海域，為亞熱帶海水魚，棲息深度0-35公尺。

## 特徵

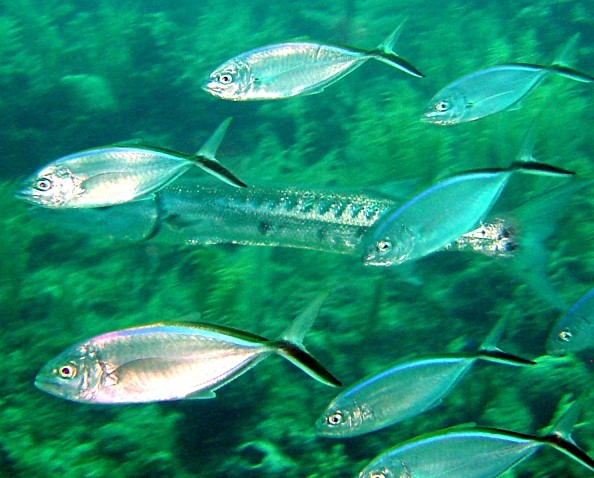
一群在珊瑚礁的紅鰺

本魚體呈長橢圓形且側扁，具有近似相等凸度的背側和腹側輪廓，具有2個背鰭，背鰭硬棘8-9枚、背鰭軟條26-30枚、臀鰭硬棘2-3枚；臀鰭軟條23-26枚，胸鰭呈鐮刀狀，鼻子是中等尖的，兩個鉗口都包含窄帶的絨毛狀牙齒，帶子向前變寬，上頜還包含一排擴大的彎曲牙齒。體上半部灰色到灰藍色，銀色的色調，在腹部為白色。背部和尾鰭的下葉有一條橫條紋。這條紋從金黃色到黑色，通常在它下面亦有平行的一個藍色條紋，稚魚身體上有多達6條暗帶，隨年齡增長而逐漸消失，體長可達59公分，體重可達8.2公斤。

## 生態
本魚主要棲息在礁沙混合區的淺海域，成群活動，會跟隨在梭魚、鯊魚後方，屬肉食性，主要以魚類為食，在一些研究中高達90％的魚類攝入量，浮游甲殼類動物和小頭足類動物的攝取量很小。在古巴研究的魚類中，飲食隨年齡發生了顯著變化，這可能會減少該物種的種內競爭。幼魚更喜歡浮游生物，主要是十足類和魚類幼蟲;成魚則捕食魚類。本魚同時也是其他大型海洋掠食動物的食物，如海豚、鯊魚、旗魚等。雄性和雌性在不同長度達到性成熟，雄性在25公分，雌性在31公分，每年會產卵2次，繁殖期時會成群聚集，雌魚一次可釋放出67,000至23,1000個。

## 經濟利用
本魚長期以來被人類做為食物，大多數國家及地區都不明確的捕獲統計數據。美國每年報告的捕撈量僅為0至15噸，但由於加勒比地區數量豐富，可能捕撈量較大，因此主要由拖網和圍網捕獲，另外亦可作為遊釣魚。